# 菲伦巴赫
菲伦巴赫是德国巴伐利亚州的一个市镇。总面积17.81平方公里，总人口1222人，其中男性614人，女性608人（2011年12月31日），人口密度69人/平方公里。